# 36, quai des Orfèvres
Pour l’article homonyme, voir 36 quai des Orfèvres (film).
Ne doit pas être confondu avec le 36, rue du Bastion qui est le nouveau siège.
Le 36 quai des Orfèvres est le bâtiment où se trouvaient le siège, l'état-major et les services communs de la Direction régionale de la police judiciaire de la préfecture de police de Paris. Attenant au palais de justice de la capitale, il est situé au numéro 36 du quai des Orfèvres, sur l'île de la Cité, face à la rive gauche, dans le 1er arrondissement de Paris. Il héberge actuellement la  Brigade de recherche et d'intervention.
Tout au long de son histoire, ce lieu est associé aux grandes enquêtes criminelles, comme la poursuite de Jacques Mesrine par le commissaire Robert Broussard, celle de Guy Georges, et le suicide de Richard Durn.

## Historique
Le bâtiment a été construit entre 1875 et 1880, sur les plans des architectes Émile Jacques Gilbert et son gendre Arthur-Stanislas Diet, à l'emplacement de l'ancien hôtel du premier président de la cour d'appel de Paris, qui fut détruit par l'incendie volontaire survenu lors de la Commune le 24 mai 1871, et qui détruisit également une bonne part du Palais de justice mitoyen. La préfecture de police de Paris a donc dû quitter son ancien emplacement, et fut installée dans de nouveaux locaux, par Jules Ferry, dans une partie des bâtiments du palais de Justice qui venait d'être reconstruit au 36, quai des Orfèvres.
La Sûreté, ancêtre de la police judiciaire, s'installe sur le lieu au début de la période où Marie-François Goron, son premier locataire, dirige le service (1887-1894).
À l'époque, les policiers se déplaçaient à cheval ou à vélo, et se faisaient narguer par la bande à Bonnot qui conduisait des automobiles déjà plus rapides. Cela obligea les forces de l'ordre à elles aussi se doter d'automobiles. La police judiciaire du Quai des Orfèvres, menée à ses débuts par le magistrat Henri Mouton, se donne alors pour mission la répression des crimes et des délits.

## Déménagement de la PJ
En septembre 2017 — après le départ, en juin, de la Brigade criminelle et de la Brigade des stupéfiants (BS) —, les derniers services de la police judiciaire ont déménagé au Bastion dans la cité judiciaire de Paris près du nouveau tribunal de Paris, porte de Clichy. Seule la Brigade de recherche et d'intervention (BRI), nommée aussi l'« antigang », reste dans les locaux pour « intervenir plus vite en cas d’attaque terroriste ».
La nouvelle construction de la porte de Clichy offre 5 000 m2 supplémentaires par rapport aux anciens locaux du 36 quai des Orfèvres, est haute de neuf étages (10 étages imposant le respect des normes sur les IGH), et dispose de plusieurs niveaux en sous-sol pour accueillir entre 200 et 300 places de parkings consacrées notamment aux voitures sérigraphiées ou banalisées. L'édifice est ultramoderne et très sécurisé, la façade du rez-de-chaussée est bétonnée pour prévenir une attaque kamikaze et le vitrage, renforcé à l'épreuve des balles. Un maillage de caméras de vidéo surveillance et des hommes en faction protègent les abords. Ce bâtiment est doté d'un stand de tir, ainsi que d'une salle de sport. Il jouxte le nouveau tribunal de Paris qui accueillera le tribunal de grande instance de Paris et les tribunaux d'instance jusqu'à présent répartis dans chacun des 20 arrondissements de la capitale. Le bâtiment s'étendant du 24 au 38 de la rue du Bastion, il a ainsi pu garder le numéro mythique de « 36 » comme adresse. 
L'avenir du 36 quai des Orfèvres après le déménagement n'a pas été précisé. Cependant, il est envisagé de transformer une partie du site pour accueillir les collections de l'actuel musée de la préfecture de police, qui se trouvent à l'étroit au dernier étage du commissariat du 5e arrondissement situé au no 4, rue de la Montagne-Sainte-Geneviève. Une étude de faisabilité associant le ministère de l'Intérieur va être lancée.

## Surnoms

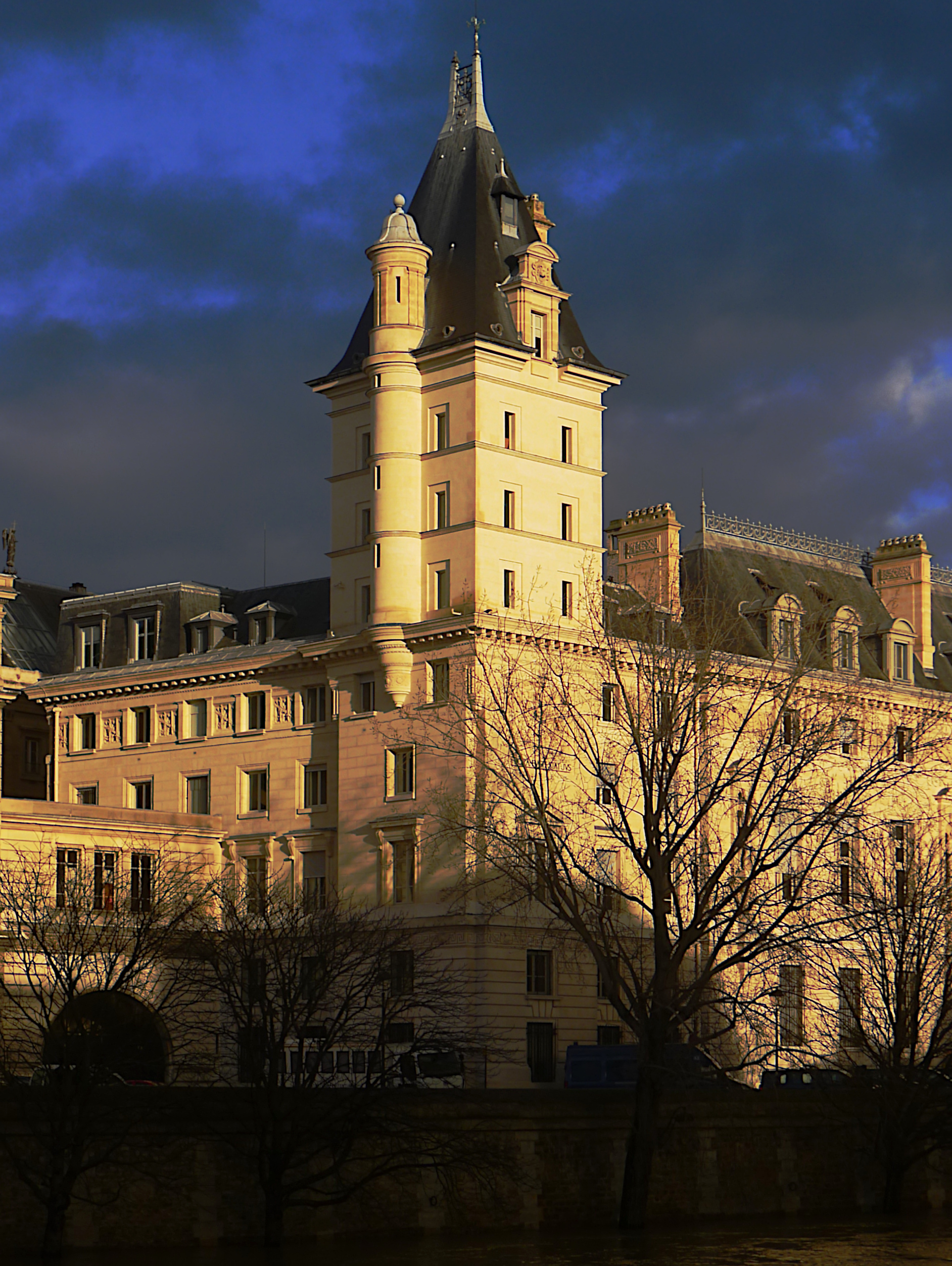
« La tour pointue ».

Sur le quai de cet hôtel se tenait un marché aux volailles et des rôtisseries[pas clair], d'où le sobriquet de « poulet » donné aux policiers. Une autre version mentionne que Jules Ferry affecte à titre provisoire au préfet de police la caserne de la Cité (qui en est toujours le siège) à la suite de l'incendie, cette caserne ayant été bâtie sur l'emplacement de l'ancien marché aux volailles de Paris, d'où l'expression de « maison Poulaga » pour désigner le 36 quai des Orfèvres.
On fait parfois également référence aux bâtiments sous le surnom de « la tour pointue » (en argot parisien) en raison de son clocheton. On surnomme aussi ce lieu « le 36 ».

## Affaires judiciaires pour des faits commis dans les locaux

### Affaire de viol d'avril 2014
Dans la nuit du 22 au 23 avril 2014, une touriste canadienne de 34 ans, affirme qu'elle a été violée par trois policiers, dans les locaux de la BRI au 36 quai des Orfèvres après une soirée dans un bar; quatre policiers sont placés en garde à vue. Le 28 avril, deux policiers (un major et un capitaine) sont mis en examen et le troisième sous le statut de témoin assisté, pour « viol en réunion » et « modification de l'état des lieux d'un crime », puis remis en liberté sous contrôle judiciaire. Condamnés en première instance à une peine de sept ans de prison ferme pour viol en réunion et incarcérés. Ils sont acquittés en appel en 2022.

### Affaire de vol de cocaïne dans les locaux
Le 31 juillet 2014, un vol de 52 kg de cocaïne a lieu dans un coffre du 36 quai des Orfèvres. Jonathan Guyot, un policier de la brigade des stupéfiants âgé de 34 ans, est immédiatement soupçonné après avoir été filmé par les caméras de surveillance ; ce dernier nie les faits. En mars 2017, à l'issue du procès, Jonathan Guyot est reconnu coupable et condamné à dix ans de prison,. Plusieurs membres de la famille de l'ex-policier sont en outre reconnus comme complices.

## Fictions

### Littérature
- Le commissaire Maigret, personnage de fiction créé par Georges Simenon, était commissaire au 36 dans les ouvrages de l'auteur[19].
- Le prix du Quai des Orfèvres, prix littéraire français créé en 1946.
- La traduction de Patrick Couton des romans du Disque-monde de Terry Pratchett situe le siège de la police (le « Guet ») de la ville d'Ankh-Morpork dans « l'ancienne maison des Orfèvres » ; le second roman dont les hommes du Guet sont les personnages principaux s'intitule Le Guet des orfèvres.
- Affaires étranges au quai des orfèvres de Jean-Michel Roche, éditions Pavillon noir. Ce polar maçonnique présente trois enquêtes criminelles menées par un couple improbable : Fabienne Quinot, officier de police et Pierre Couvreur, journaliste.
- Le commissaire de police Franck Sharko, aujourd'hui lieutenant, et sa compagne Lucie Henebelle, lieutenant elle aussi, nés sous la plume de l'écrivain Franck Thilliez, travaillent à la brigade criminelle du 36.
- Le sang de la trahison (Prix du quai des Orfèvres 2014) d'Hervé Jourdain est un polar se déroulant quasiment entièrement dans ce lieu.
- Le commissaire Erwan Morvan dans Lontano, polar écrit par Jean-Christophe Grangé, travaille à la brigade criminelle du 36.
- Les dessous du 36, Matthieu Frachon, Éditions du Rocher, 160 pages.

- L’inspecteur Ganimard, personnage créé par Maurice Leblanc, y travaille. On fait référence à ce lieu à plusieurs reprises dans les diverses aventure d’Arsène Lupin.
- Les enquêtes du commissaire San Antonio, romans policiers écrits par Frédéric Dard.
- Les enquêtes du Commissaire Nico Sirsky, chef de la brigade criminelle au 36, sous la plume de Frédérique Molay, prix du quai des Orfèvres 2007.

### Cinéma
- 1947 : Quai des Orfèvres de Henri-Georges Clouzot
- 1957 : Le rouge est mis de Gilles Grangier[20]
- 1958 : Maigret tend un piège de Jean Delannoy[20]
- 1967 : Le Samouraï de Jean-Pierre Melville[21]
- 1968 : Le Pacha de Georges Lautner[20]
- 1978 : Tendre Poulet de Philippe de Broca[20]
- 1980 : Inspecteur la Bavure de Claude Zidi
- 2004 : 36 quai des Orfèvres d'Olivier Marchal
- 2009 : Banlieue 13 : Ultimatum de Patrick Alessandrin
- 2014 : 24 jours d'Alexandre Arcady (c'est le tout premier à avoir pu tourner quelques scènes dans les vrais locaux du 36, quai des Orfèvres[22])
- 2014 : L'Affaire SK1 de Frédéric Tellier
- 2015 : Flic tout simplement d'Yves Rénier (ce film retrace les crimes de Guy Georges)

### Séries télévisées
- Engrenages
- Alice Nevers
- Commissaire Moulin
- Sœur Thérèse.com
- La Crim'
- Les Cinq Dernières Minutes
- Les Enquêtes du commissaire Maigret